# Василь (Липківський)
Митрополит Київський і всієї України Васи́ль (в миру: Васи́ль Костянти́нович Липкі́вський; 7 (19) березня 1864 , Попудня, Уманський повіт, Київська губернія, Російська імперія  — 27 листопада 1937 , Київ, Київська область, Українська РСР, СРСР ) — український релігійний діяч, церковний реформатор, проповідник, педагог, публіцист, письменник і перекладач, борець за автокефалію українського православ'я, творець і перший митрополит Київський і всієї України відродженої 1921 року Української Автокефальної Православної Церкви. У 1919–1927 роках останній настоятель та доглядач Софії Київської. За визначенням академіка Агатангела Кримського — «апостол українського релігійно-національного відродження».
За час митрополичого служіння доклав надзвичайних зусиль до розбудови української православної церкви та спромігся перетворити її на впливовий фактор життя тогочасного українського суспільства. Відвідав з особистими візитами понад 400 парафій, де зустрічався з вірними УАПЦ та проповідував. Здійснив численні переклади українською мовою богослужбової та релігійної літератури. Є автором «Історії Української церкви».
У віці 73 років розстріляний за вироком «трійки» НКВС. Точне місце поховання невідоме (на Лук'янівському цвинтарі в Києві встановлено символічний пам'ятний хрест). 1989 року реабілітований «за відсутністю складу злочину». ІІІ помісний Собор УАПЦ 27 листопада 1997 року канонізував Василя (Липківського) як святого в лику священномучеників.

## Походження та ранні роки
Народився 7 (19) березня 1864 року в родині благочинного священника Костянтина Фотієвича Липківського та Вікторії Гаврилівни в селі Попудні, тепер Монастирищенський район, Черкаська область, Україна.
Дід Василя — Фотій Лаврентійович Липківський помер 9.03.1841 (стар.стиль) у віці 63 років в чині парафіяльного священника в селі Малі Дмитрушки Уманського повіту Київської губернії.
Прадід — Лаврентій Липківський дожив до глибокої старості дячком в тих же Малих Дмитрушках (за сповідним розписом на 1821 рік йому було 74 роки)
Громадський діяч Липківський Сергій (син священника с. Лебединки Уманського повіту Онуфрія Костянтиновича Липківського) доводився племінником митрополиту.

### Легенда про рід

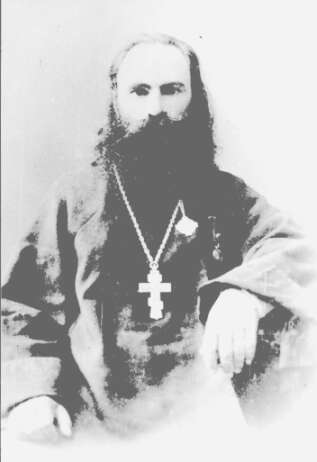
Василь Липківський у ранні роки

Рід Липківських походив із Галичини, проте згодом осів у Наддніпрянщині, про що в родині існував цікавий переказ. Згідно з цією історією, прадід Василя Липківського народився в якомусь селі чи містечку понад річкою Липою. Здобувши освіту, він, у середині XVIII століття, найнявся працювати домашнім учителем до одного польського магната, чиї маєтності містилися понад Бугом. Однієї весни його діти — старший Фотій та молодший Лаврентій — вирушили кататися на човні на річку. На Бузі тоді була весняна повінь, човен із хлопцями закрутило і понесло вниз за течією. В околиці не було нікого, хто міг би допомогти, тож до берега їх прибило лише через добу.
Опинившись у степах Поділля, хлопці спочатку жебракували по навколишніх селах, а згодом, в одному із сіл, влаштувалися на роботу до дяка. Кілька років брати провели у злиднях, проте одного разу сталося так, що священникові того села необхідно було скласти й написати листа у Київ, до митрополита. Найкраще із завданням впорався Фотій, і його як винагороду особисто послали із цим листом до Києва.
Митрополит, після аудієнції, був приємно вражений братами (Фотій взяв із собою Лаврентія) і вирішив лишити їх у себе — у хорі й канцелярії. Вже згодом митрополит видав Фотію грамоту, де наказав, щоб той їхав і шукав собі наречену і парафію і став там священником. Після одруження у Фотія народився син — Костянтин, що у майбутньому став батьком Василя Липківського.

### Освіта і початок служіння
Початкову освіту Василь Липківський здобув в Уманському духовному училищі, де навчався у 1873–1879 роках. Згодом, у 1879–1884 роках, навчався у Київській духовній семінарії, після закінчення якої його як кращого учня направили до Київської духовної академії, яку він закінчив 1889 року з ученим ступенем кандидата богослів'я, захистивши дисертацію про боротьбу Маккавеїв із сирійськими царями, її причини та значення в історії юдеїв.

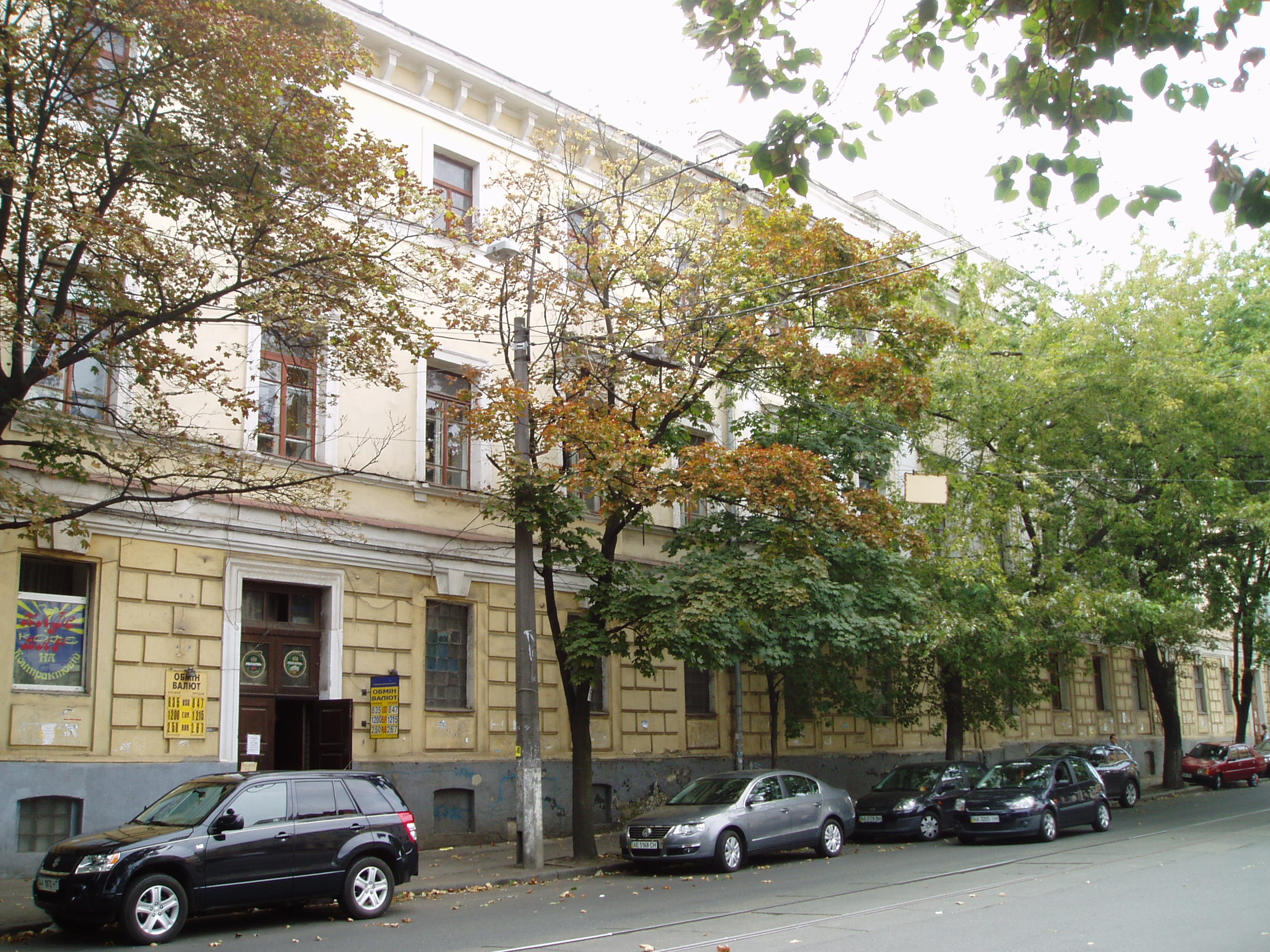
Будівля Київської духовної семінарії, де здобував освіту майбутній митрополит (вул. Костянтинівська, 5)

18 листопада 1889 року Липківського призначили законовчителем однокласного та двокласного міського училища в місті Шпола. Від 27 травня 1890 року працював у Черкасах законовчителем спочатку двокласного міського училища, а потім (з 27 жовтня цього ж року) — чоловічої прогімназії. 20 жовтня 1891 року висвячений на священника. Від 28 жовтня цього ж року — член Черкаського повітового відділення єпархіальної училищної ради. Був понадштатним священником Черкаського собору.
16 лютого 1892 року переведений на посаду настоятеля собору в місто Липовець Київської губернії (нині місто Вінницької області).
8 березня 1892 року став головою Липовецького відділення єпархіальної училищної ради, а з 5 травня призначений благочинним церков Липовця та довколишніх сіл. З 26 серпня 1896 року виконував обов'язки повітового інспектора церковнопарафіяльних шкіл. За його сприяння в повіті було відкрито кілька нових шкіл, зокрема школу для дівчаток, а також второкласну школу в селі Троща (нині село Вінницького району Вінницької області), у ній готували вчителів для церковнопарафіяльних шкіл. У педагогічній праці Липківський спирався на підтримку сільських громад, вбачаючи саме в такій підтримці головну засаду успіху шкільної справи. Написав кілька розвідок з історії краю, присвячених давнім звичаям народного життя, минулому церковних братств, обставинам запровадження унії церковної у XVIII столітті та повернення місцевих громад на православ'я після приєднання Правобережної України до Російської імперії. Саме тоді вперше проявився його талант організатора й педагога.
1903 року отець Василь (Липківський) отримав сан протоієрея. Того ж року шкільна рада при Священному Синоді призначила молодого богослова на посаду директора нововідкритої Київської церковно-вчительської школи — навчального закладу, що готував кадри для церковнопарафіяльних шкіл.

### Участь у самостійницькому русі
Тим не менш, надовго затриматися на посаді директора Київської церковно-вчительської школи отець Василь (Липківський) не зміг.
Вже в молоді роки Липківський розумів несумісність таких понять, як українські православні з одного боку, і російська церква — з іншого. Він розцінював Російську православну церкву як один з інструментів у руках вищих чиновників Російської імперії, завданням якого було виховувати лояльне ставлення народів імперії, і українців зокрема, до метрополії. Також отець Василь (Липківський) виступав проти безправності церковних громад та свавілля вищого духівництва та монастирів, що на думку молодого священника «утворило величезне провалля між зовнішньою величністю й внутрішньою нікчемністю церкви (російської), яка трималася державною — поліцейською підтримкою». Критично ставився майбутній митрополит і до церковно-слов'янської мови богослужіння на теренах України, тож у 1905 році його усунули з викладацької роботи, звинувативши в «ліберальних поглядах» та «українофільстві», і призначили настоятелем Свято-Покровської церкви та Солом'янської парафії у тодішньому передмісті Києва.
З початком демократичної революції 1905—1907 рр. отець Василь (Липківський) активно включився в український культурно-релігійний рух. 1905 року його обрали головою з'їзду духовенства Київської єпархії, який ухвалив запровадити українську мову в церковне богослужіння та викладання у духовних школах.

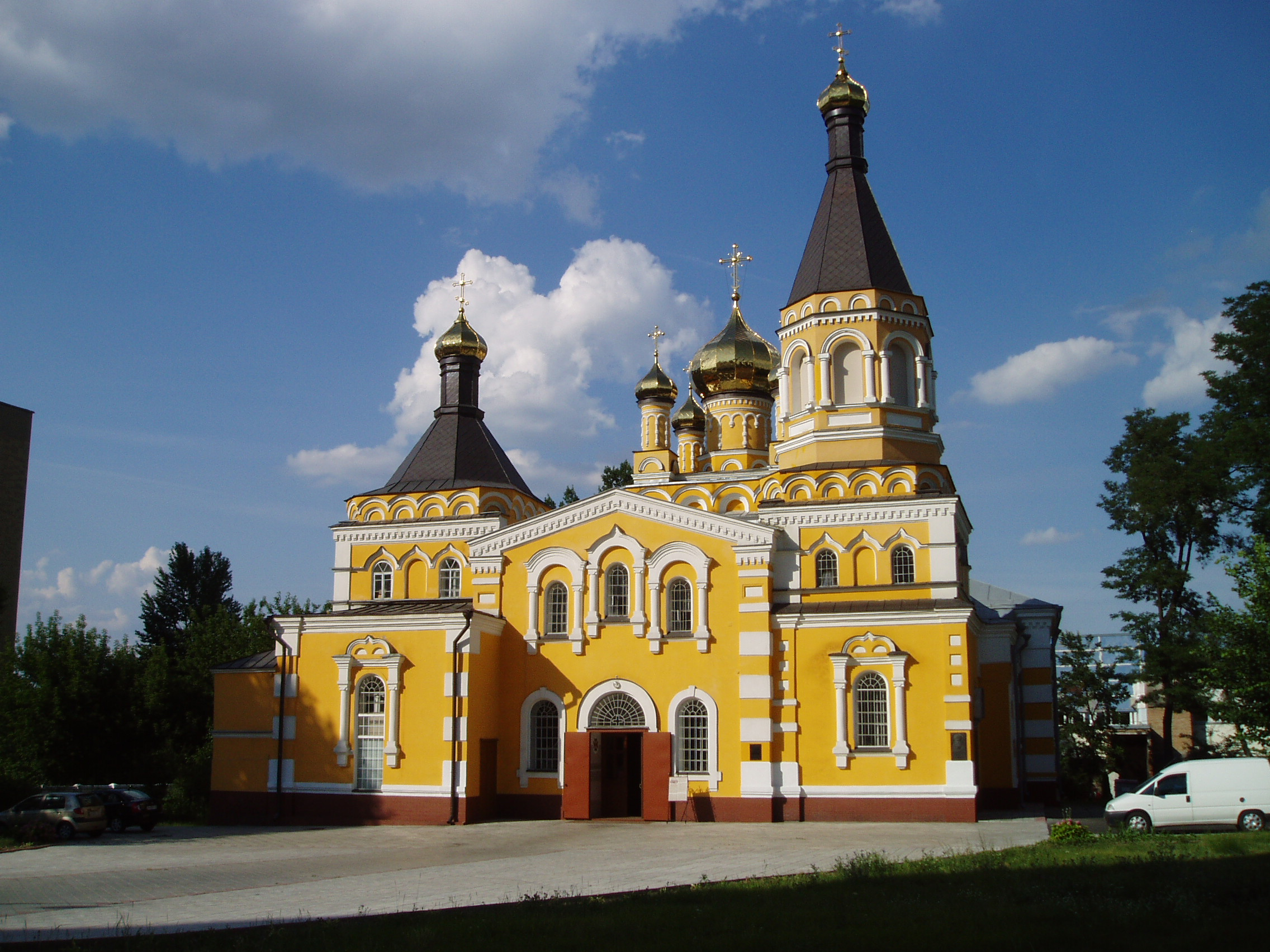
Свято-Покровська церква на Солом'янці

Із закінченням революції настав період реакції офіційної влади, тож до 1917 року Липківський жив під постійним наглядом поліції, займаючись, здебільшого, парафіяльною роботою, а також викладанням у кількох школах. Також тоді майбутній митрополит повною мірою усвідомив необхідність реформувати церкву, передусім — звільнити її від функцій органу державної влади, а також пожвавити релігійно-громадське життя.

## Доба визвольних змагань
Нова сторінка у житті протоієрея Василя Липківського, як і у багатьох віруючих людей, розпочалася з початком Української революції 1917 року, коли окрім політичного, з новою силою прокинувся церковний рух, спрямований на унезалежнення православної церкви в Україні як церкви національної. Відтоді отець Василь (Липківський) став одним із лідерів руху за утворення Української автокефальної православної церкви.
Революційні події та стрімкі процеси національного відродження в Україні у 1917 році спонукали прихильників автокефалії української Церкви до дій. Значною мірою українське духовенство та віруючих надихав і досвід Грузинської православної церкви, яка 1917 року відновила свій автокефальний статус.
Весна і літо 1917 року пройшли під знаком з'їздів, різноманітних зборів уповноважених від духовенства, церковного активу, мирян, єпархій, повітів, парафій, на яких чільне місце зайняли питання про відновлення соборних й виборних засад у церкві, про переведення богослужіння на українську мову, про будову церков у національному українському стилі. Найрадикальніші активісти виступали з ідеєю скликання Всеукраїнського церковного собору, який би вирішив подальшу долю православної церкви в Україні. Результатом таких пошуків стало утворення «Братства воскресіння Христа», серед фундаторів якого був і отець Василь (Липківський).

### Становлення Української автокефальної церкви
За активної участі «Братства» у листопаді 1917 року прихильники автокефалії сформували Оргкомітет для скликання Всеукраїнського Церковного Собору. Вже незабаром він був реорганізований у тимчасову Всеукраїнську православну церковну раду (ВПЦР), яка й очолила церковний рух до скликання Собору та організацію самого Собору.
За рішенням ВПЦР Собор мав відбутися 7 січня 1918 року, на Різдво, проте цьому завадила українсько-радянська війна. Згодом дату скликання Собору ще кілька разів переносили. Загалом, 1918 та 1919 роки видалися дуже нелегкими для української церкви: дві влади — гетьмана Скоропадського та Директорії — своїми указами проголошували автокефалію української православної церкви, проте втілити ці рішення у життя не було можливості.
7 липня 1918 року проросійська більшість Всеукраїнського православного церковного собору ухвалила рішення про позбавлення своїх противників — прибічників автокефалії Православної церкви в Україні делегатських мандатів. Усього зі складу Собору було виключено 82 делегати, зокрема й 46 членів колишньої Всеукраїнської православної церковної ради. Серед виключених були протоієреї Василь Липківський, Нестор Шараївський, Павло Погорілко, професори-ліберали Петро Кудрявцев, Федір Міщенко, Василь Екземплярський.
Тим не менш, прихильники автокефалії не здавалися. У квітні 1919 року за активної участі отця Василя (Липківського) ВПЦР провела 2-й збір, де було ухвалено розпочати утворення українських парафій. А вже 22 травня 1919 року, у супроводі хору під керуванням Миколи Леонтовича, отець Василь (Липківський) особисто відслужив першу літургію українською мовою у збудованому гетьманом Іваном Мазепою на Печерську в Києві Микільському соборі. Згадуючи згодом цю подію, священнослужитель писав:
«На всеношній і службі Божій зібралася така сила народу, що не тільки в Соборі, а й навкруги його було тісно; весь нарід плакав, чуючи Апостол, Євангелію, Псалми рідною мовою; всі відчували, що це вперше після віків неволі „моляться на волі невольничі діти“, як провіщав Шевченко»

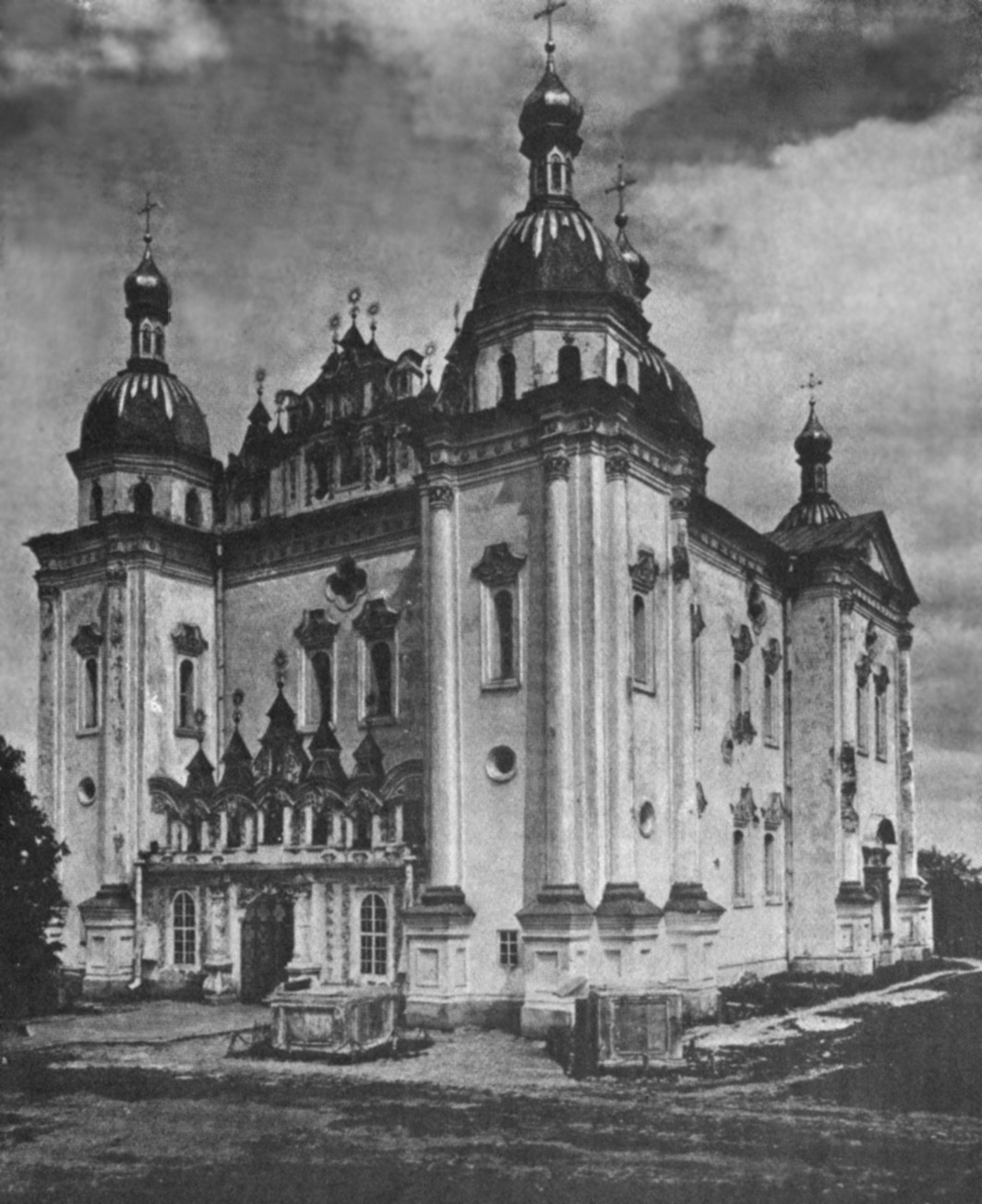
Микільський Військовий собор, де відбулася перша літургія українською мовою

Незадовго після цього, 3 серпня (за іншими джерелами у липні) 1919 року отець Василь на загальних зборах Старокиївської парафії став настоятелем Софійського собору і розгорнув активну діяльність по створенню українських парафій, а також активно займався перекладом богословських та літургійних текстів на рідну мову, оскільки вважав богослужіння українською мовою однією із засад нової української церкви. Очевидці відзначали образну мову пристрасних проповідей отця Василя: у них він порівнював плин життя Церкви з течією Дніпра, а дух служіння — з банею храму і закликав вірних до єднання з чистим повітрям неба. А коли 30 серпня 1919 року Галицька та Наддніпрянська армії під час спільної операції визволили Київ від більшовиків, отець Василь звернувся до народу зі словами:
«Коли ти не станеш об'єднано в обороні своєї Вітчизни, то плакатимеш у московській неволі, як колись Ізраїль на ріках Вавилонських».
Опір домаганням ВПЦР чинив і проросійсько налаштований єпископат, у протистоянні з яким Липківський брав «якнайбільш активну участь». За проведення служби Божої українською мовою ієрархи Російської православної церкви двічі забороняли отцю Василю (Липківському) священнослужіння та позбавляли духовного сану, а митрополит Антоній (Храповицький) під час перебування денікінських військ в Україні взагалі оголосив, що протоієрей Липківський перебуває під церковним судом. У відповідь Всеукраїнська Церковна Рада вирішила не вважати російський єпископат за своїх архипастирів і закликала не звертати уваги на їхні заборони, а подбати про утворення власного єпископату.

### Проголошення автокефалії
5 травня 1920 року ВПЦР звернулася з листом до української православної громадськості, в якому проголосила автокефальною православну церкву в Україні. Ситуація, щоправда, ускладнювалася відсутністю власного єпископату. Гарячкові пошуки ВПЦР єпископів — прихильників автокефалії — за відсутності матеріальних засобів, без державної підтримки, при невизначеності самої ради, були нелегкими. Усе разом взяте вкрай загострило стосунки у церковному житті України.
Зусиллями Липківського і його однодумців 14 жовтня 1921 року на Свято Покрови у Софії Київській нарешті було скликано перший Всеукраїнський Церковний Собор, який підтвердив постанову ВПЦР від 5 травня 1920 року про автокефалію Української православної церкви.
Проте вийшло так, що жоден єпископ (усі вони належали до Російської православної церкви в Україні) не захотів узяти участь у Соборі українських православних. Це означало, згідно з канонами Церкви, що Собор не мав права обирати предстоятеля церкви — митрополита — та, в результаті, покладати єпископів. Перед більшістю віруючих тоді постало питання канонічності Собору та його відповідності церковним звичаям.
Чи не найважливішу роль тут зіграв протоієрей Василь Липківський, що виступив із першою доповіддю, в якій обґрунтував канонічність Собору. Він сформулював такі тези на розгляд православних:
«1. Усі вірні, які прибули на Собор, є не приватні особи, а обранці-представники своїх церковних громад, і тому на Соборі лунає голос усієї Української церкви. 2. Усі члени Собору зібрались для вирішення справ Христової церкви в Україні, отже, з нами перебуває сам Христос. 3. Усі члени Собору вірують, що Українською церквою керує Дух Святий і що їх зібрала на Собор благодать Св. Духа. 4. Це все означає, що Собор має всі умови для того, аби бути цілком канонічним. 5. Московські єпископи не прибули на Собор через те, що вони не вважають себе членами нашої Церкви або не вважають себе обранцями цієї Церкви».
Після уважного обговорення тез отця Василя Собор визнав своє зібрання канонічним і правочинним голосом усієї Української церкви. Далі, на підставі дослідження Святого письма, Собор декларував, що в апостольські часи взагалі не існувало єпископської висвяти й що, наприклад, апостола Павла висвятили пророки, які не були єпископами. Ще одним прикладом був апостол Тимофій, якого висвятили покладанням рук священників, а не єпископів.
Учасники Собору наголошували, що благодать Святого Духа притаманна не окремим єпископам, а Церкві в цілому, тобто громаді вірних, і саме тому, на їхню думку, українська церква також мала повне право покласти на обранця свої руки й звести на нього благодать Святого Духа, як це мало місце в апостольські часи.

#### Обрання Василя (Липківського) митрополитом
Церква і Життя. Ч. 4 1927 р., стор. 279

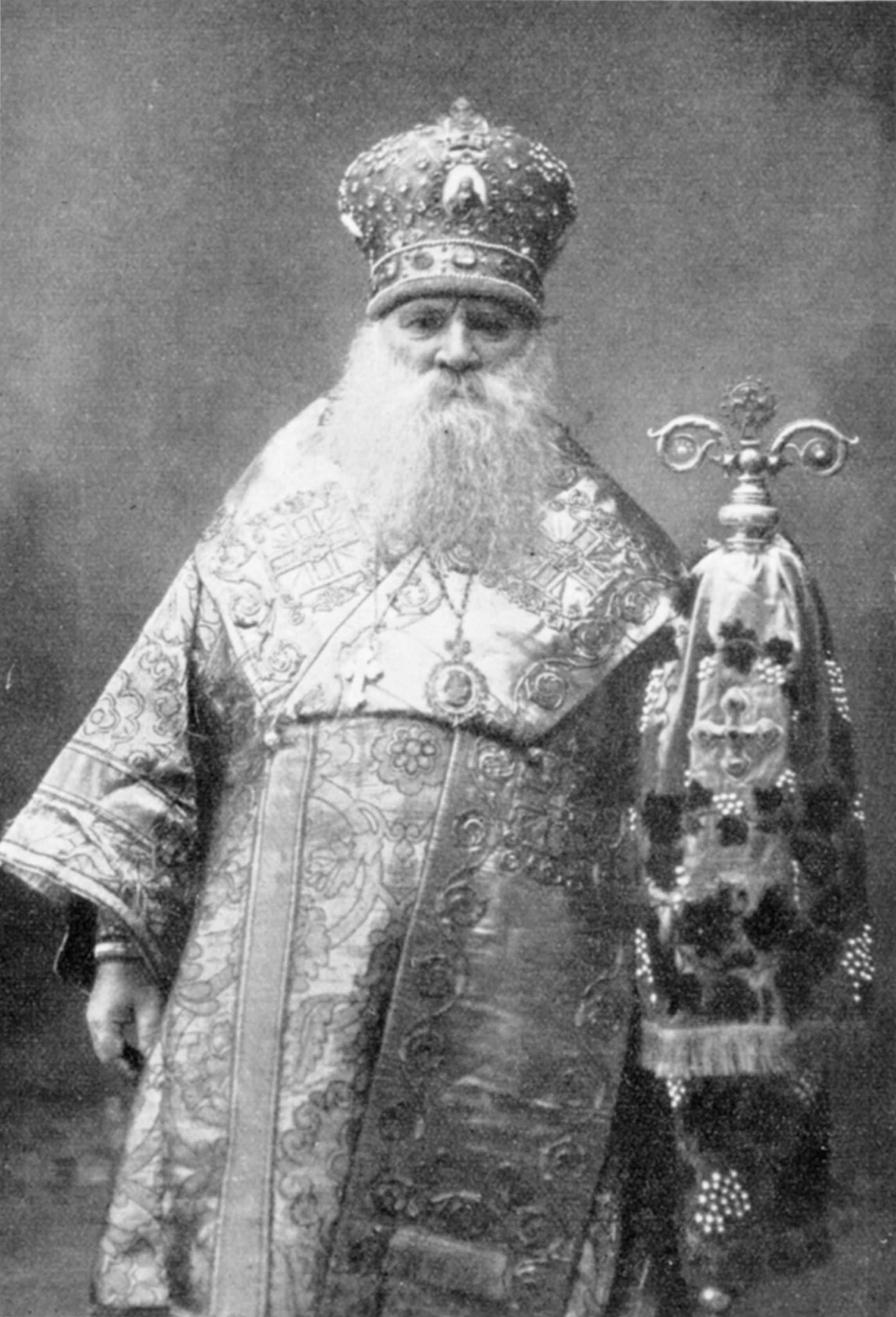
Василь (Липківський) у митрополичих ризах

Цілком закономірно, що 21 жовтня протоієрей отець Василь (Липківський) таємним голосуванням майже одноголосно був обраний на посаду єпископа-митрополита.
Всеукраїнський церковний собор, за практикою стародавньої Александрійської церкви — покладанням рук усього духовенства — висвятив свого першого єпископа Василя (Липківського) й обрав його главою Української автокефальної православної церкви — Митрополитом Київським і всієї України. Після цього була висвячена українська ієрархія й затверджені головні засади життя Української церкви, такі, як автокефалія, відокремлення від держави, соборність, а також — рідна мова в храмах та в церковних школах. Таким древнім християнським чином отець Василь (Липківський) став митрополитом і приступив до реформації УАПЦ.
Своїми рішеннями Собор проголосив створення Української Автокефальної Православної Церкви, наголосив на непідлеглості Церкви керівництву інших церков і визнав примусовий перехід Київської церкви під зверхність Московського патріархату 1686 року аморальним та неканонічним актом. Сакральною мовою Церкви була визнана українська. Склад Собору втілював принцип соборноправності: приблизно сьома частина його делегатів були священнослужителями, решта — миряни, і серед них академіки Агатангел Кримський та Сергій Єфремов, професори Володимир Чехівський, Василь Данилевич, Григорій Стороженко та Петро Стебницький, композитор Кирило Стеценко, письменники Людмила Старицька-Черняхівська та Григорій Косинка.
Звертаючись у завершальний день Собору до українського православного люду, митрополит Василь (Липківський) сказав: «Все, що сталося, було підготовлено найкращими силами України. Кожен з вас повинен бути апостолом церкви Української».

## Перші роки радянської влади
23 жовтня 1921 року отець Василь, бувши у новому сані, звернувся до віруючих зі своїм першим архіпастирським посланням, у якому закликав:
«Святу православну Христову віру, … держіть непохитно, нею оживляйтесь, від неї не відходьте… Святу християнську надію … виховуйте й оживляйте в собі, нехай не в'яне ця надія в нас при всяких бідах і напастях земних. Батьки наші не втрачали надії на Христа в наших тяжких обставинах життя. Не втрачайте ж її тепер, коли світ волі над нами засяяв. А над усім цим піднесіть любов християнську, любов до єднання, до братерства, до взаємної у всьому допомоги, любов навіть до ворогів… Щиро ж благословляю вас і всю Українську Церкву нашу першим своїм архіпастирським благословенством, що його через ваші молитви від Господа Бога нині одержав».

### Розбудова української церкви
Під проводом митрополита Василя (Липківського) церква почала впроваджувати українську мову в богослужіння і відроджувати давні національні традиції в церковному житті. Небувало активну участь у житті своєї церкви брали і парафіяни. Поступово УАПЦ зростала і поширювала свій вплив. Особливою повагою і авторитетом у віруючих користувався отець Василь — його називали «народним митрополитом», він став справжнім духовним вождем українців.

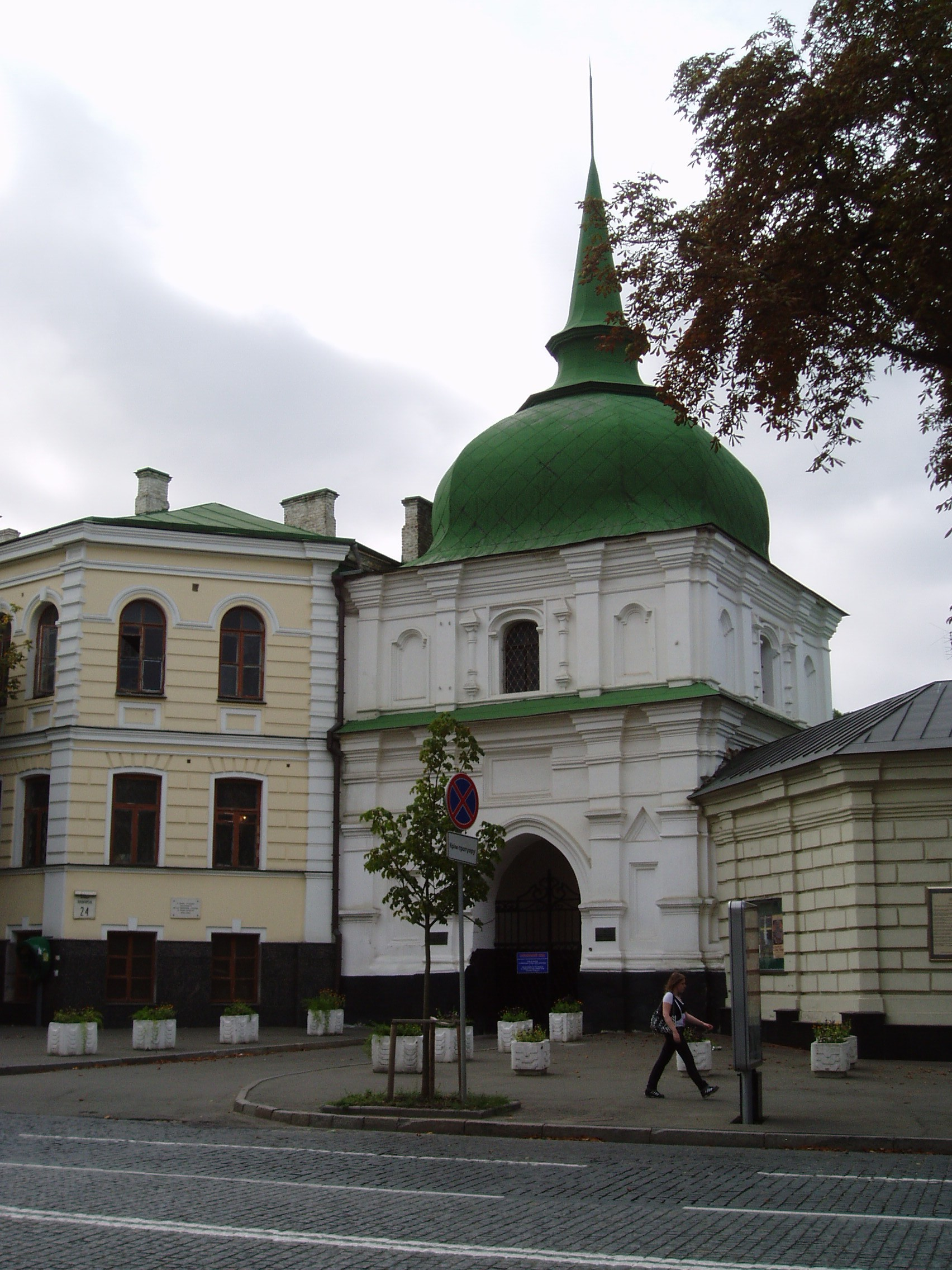
Південна вежа Софії Київської, на верхньому поверсі якої містився робочий кабінет Василя (Липківського)

Тим не менш, з початком активних процесів розбудови УАПЦ, її фундатор одразу ж зіткнувся з проблемами як теоретичного, так і практичного характеру. Найголовнішою для митрополита Василя (Липківського), очевидно, лишалася проблема церковного устрою. Собор 1921 року, по-перше, в силу вимушених обставин на підставі стародавньої практики християнських церков висвятив першоієрарха без присутності єпископів. Було прийняте рішення надалі дотримуватися принципу висвяти спископів за участю двох і більше ієрархів.
По-друге, Собор виходив із демократичної ідеї рівноправності у правах церковного управління мирян і кліру, що на практиці понижувало становище духовенства. Митрополит вважав, що вони мають здобувати авторитет, духовну владу власними зусиллями, моральними вчинками, а не виконанням адміністративних функцій. У цьому нерідко вбачали специфічний вплив революційних настроїв віруючих і його сприймали неоднозначне. Особливо різкою була критика з боку прихильників Російської православної церкви.
Таким чином, і митрополит Василь (Липківський), і Всеукраїнська Православна Церковна Рада мусили відстоювати правильність прийнятих рішень, боротись за їх втілення у життя. В одному зі своїх звернень до православного духовенства ВПЦР таким чином пояснювала свою позицію:
«Вас хвилює острах перед порушенням старих канонів. Розкрийте ж очі і зрозумійте, що в загальній руйнації всього старого неминуче повинні руйнуватись її старі тісні будинки минулого церковного життя і будуватись нові, просторніші… Вас дуже хвилює утворення УП Церквою власного єпископату не традиційним за часи єпископського самодержавства, а першоапостольським, соборноцерковним ладом. Але зрозумійте, що в цій події ніякого порушення віри православної, ніякої руйнації догматів Православної Церкви ВПЦР — не зробила. Вона тільки вжила найбільш достойний і найбільш відповідний і достоїнству Української Церкви і духу Христової віри спосіб утворення … найвищих органів для відновлення свого церковного життя… Ви боїтесь, що цієї нашої події не визнає Всесвітня Церква? Та Всесвітня Церква, яка будується на ґрунті православної віри, …Церква жива, Церква майбутнього безумовно цю подію, як наслідок нового життя, визнає. А Всесвітня Церква минулого, Церква — руїна, де вона? Нехай же не страшать вас анафеми, якими обсипають нас керівники і прихильники старої церкви-домовини. Не нас, а самих себе вони відлучають від життя до смерті».
УАПЦ, як церкві, що утвердилася у принципово нових історичних умовах, необхідно було сформувати власні кадри священнослужителів, виявити своє ставлення до державної влади. Митрополит усвідомлював, що життя парафій значно ускладниться від гострої нестачі священників.
Типовим явищем на тому етапі становлення української церкви стало поспішне висвячення єпископів та священників з числа непідготовлеких, що негативно впливало на життєдіяльність УАПЦ, відштовхувало від неї чималу кількість віруючих. Митрополит Василь (Липківський) із сумом писав, що до церкви «під час найбільшої народної завірюхи залетіло немало легкого, просто авантюрницького пороху».
Поширення впливу УАПЦ серед населення гальмувалося ще й внаслідок частої переорієнтації віруючих з патріаршої церкви на автокефальну і навпаки та захоплення храмів. Поміж церковними угрупованнями нерідко виникали конфлікти, а то і справжні бійки, що також ускладнювало становище нової церкви на місцях.

### Відносини УАПЦ із владою
Важливим було і ставлення УАПЦ до радянської влади. Визначальною виявилась сформована ще у 1917–1918 рр. позиція митрополита Василя (Липківського) про повну аполітичність церкви, про її відокремлення від держави. Першоієрарх УАПЦ вважав, що попри те, що у всьому світі у відносинах церкви і держави панує принцип «союзу» («політичність церкви й церковність політики»), цей шлях є згубним для церкви, руйнує її. Таким чином, митрополит наголошував на тому, що УАПЦ має «рішуче відокремитися від держави», бути максимально аполітичною, бути «царством не від світу цього».
Тим не менш, керівництво УАПЦ було змушене постійно шукати шляхів для налагодження нормальних стосунків з представниками влади. Так, у кінці 1924 року президія ВПЦР звернулась до уряду з декларацією, в якій висловила свою лояльність до радянської влади, із проханням унормування правового стану церкви, про реєстрацію Статуту УАПЦ.
Здавалось би, держава мала б дотримуватись принципів декрету про відокремлення церкви від держави, тим більше, що представники радянської влади в Україні дали згоду на утворення УАПЦ. Проте цього не сталося і митрополит Василь (Липківський) дуже швидко повною мірою відчув на собі вплив державних органів.

## Наступ на українську церкву

### Антирелігійна кампанія більшовиків
У свою чергу, уряд Радянської України, з одного боку, проголосивши декрет про відокремлення церкви від держави, зобов'язався не втручатися у внутрішньоцерковне життя, а з іншого, виконуючи рішення травневого пленуму ЦК РКП(б) 1921 року, фактично оголосив тотальний наступ на релігійні організації. Пленум обговорив питання про постановку антирелігійної пропаганди та прийняв постанову, у якій, зокрема, наголошувалось, що РКП бореться не з якими-небудь окремими релігійними групами, а з усім релігійним світоглядом взагалі. На практиці це мало наслідком насильну атеїзацію населення, безкомпромісну боротьбу з релігійними громадами.
На виконання постанови пленуму при ЦК РКП(б) було створено Антирелігійну комісію. Аналогічні комісії функціонували і при ЦК КП(б)У, губкомах партії. Про характер їхньої діяльності можна судити з того, що до їх складу обов'язково входили працівники ДПУ. 1922 року Володимир Ленін піддав гострій критиці спеціально створені державні органи за їх бездіяльність у питаннях впровадження атеїзму.
Таким чином, під приціл владних органів потрапляли усі релігійні конфесії. Проте в Україні особливою увагою користувалися православні церкви — тихонівської орієнтації та українська автокефальна. Причому першопочатково радянська влада не перешкоджала утворенню автокефальної церкви, вбачаючи у ній силу, здатну підірвати вплив Російської православної церкви на чолі з новообраним патріархом Тихоном. Проте, занепокоєні несподіваними успіхами української церкви, державні органи взяли курс на розкол українського православ'я.

### Початок переслідувань
Наприкінці 1921 року ЦК КП(б)У надіслав на місця інструктивного листа про методи антирелігійної агітації і пропаганди, де зокрема підкреслювалось:
«На першому місці стоїть державна пропаганда дією. Всі комуністи у порядку партійної дисципліни і всі працівники у порядку дисципліни радянської зобов'язані чинити рішучу і безумовну протидію спробам … використати народне майно для церковної мети… Не враховуючи наперед, в яку форму виллється масова пропаганда дією, необхідно рішуче підтримувати її, прагнучи до викриття, дискредитації, дезорганізації та економічного знесилення наших церковних противників.
Зіштовхуючи між собою різні напрямки, течії, секти, церкви, вірування, Радянська влада прагне до того, щоб у взаємній боротьбі вороги дискредитували та топили один одного. Прихильники української автокефалії при всьому своєму зовнішньому демократизмі ніскільки не ближчі нам, а навпаки, саме внаслідок своїх спроб замирення з українськими масами, шкідливі і небезпечні як провідники у селянське середовище національно-демократичних буржуазних ідей».
А 8 липня 1922 року під грифом «Суворо секретно» на адресу губкомів партії надійшов лист секретаря ЦК КП(б)У Дмитра Мануїльського, у якому чиновник скаржився на низькі темпи вилучення церковних цінностей в Україні та незадовільну роботу місцевої влади по внесенню розколу в церковне середовище. Мануїльський наголошував:
«Ще задовго до вилучення цінностей у нас розпочалась боротьба Української автокефальної церкви проти російської екзархічної. Ця національна релігійна боротьба не завершилась і нині. Розкладання церкви у нас повинне піти по двох лініях: з одного боку, у загальнофедеративному масштабі по відношенню до пануючої російської екзархічної церкви шляхом виділення із неї обновленських елементів. З другого боку, нам належить звернути особливу увагу на розкол самої оновленої автокефальної церкви, яка є політичною фортецею петлюрівщини. Ми повинні розпочати кампанію за виділення із останньої тих прошарків духовенства, які засуджують петлюрівський рух і стоять на ґрунті визнання соціальних і політичних завоювань Жовтневої революції».
Таким чином було покладено початок цькуванню УАПЦ. До прихильників української автокефалії міцно приклеїлись ярлики «націонал-шовіністів», «самосвятів», «людей з петлюрівською фізіономією» тощо. Нормою став збір компрометуючих матеріалів, репресивні заходи, звинувачення у політиканстві на антирадянській основі. Так, на засіданні Всеукраїнської антирелігійної комісії 13 квітня 1925 року було заслухано питання про автокефалію і прийнято рішення, яким ДПУ доручалося збирати матеріали про антирадянську поведінку керівників Всеукраїнської Православної Церковної Ради та посилити репресії проти самої церкви.

### Організація розколу УАПЦ
Представники влади не довіряли ні ВПЦР, ні митрополитові Василю (Липківському). Запевнення ВПЦР про визнання влади більшовиків органи ДПУ розцінювали суто як вигідний хід, розрахований лише на реєстрацію Статуту. Таким чином надалі у відносинах державних органів з УАПЦ склалася доволі специфічна ситуація: з одного боку, церкві безпідставно відмовляли у реєстрації Статуту, а з іншого боку, на місцях заборонялось проводити різноманітні заходи чисто релігійного характеру на підставі відсутності Статуту.
Виконуючи вказівки тодішнього керівництва ЦК КП(б)У, правоохоронні органи завдали відчутного удару УАПЦ шляхом підтримки громадської течії «Діяльна Христова Церква», яка виникла з благословення митрополита Василя (Липківського) та ВПЦР, але одразу ж стала протидіяти автокефальній церкві. Інформуючи ЦК КП(б)У про стан релігійних угруповань в Україні, працівники ДПУ у 1925 році повідомляли:
«Органами вжиті були заходи до поглиблення намічених на той час розбіжностей між лідерами автокефальної ВПЦР — Липківським, Чеховським, Потієнком, Ярещенком, з одного боку, і з іншого, організаторами братства єп. П. Тарнавським, Янушевським, Бржосньовським. У результаті поглиблення у Києві був організований керівний центр ДХЦ Губернського масштабу. З цього часу липківці активно повели боротьбу з ДХЦ як з угрупованням, що намагається захопити керівництво автокефальною церквою у свої руки».
Органи ДПУ, у свою чергу, провели відповідну роботу по підготовці Всеукраїнського з'їзду опозиційних митрополиту Василю (Липківському) та ВПЦР віруючих під керівництвом ДХЦ. Такий з'їзд відбувся у жовтні 1925 року у Києві. Він засудив діяльність митрополита Василя (Липківського). Була винесена ухвала про розпуск старої ВПЦР та утворення нової ВПЦР-ДХЦ, яка мала діяти до скликання Всеукраїнського собору.
Більшовицька преса схвально зустріла розкол в УАПЦ, а ДПУ пропонувало ЦК КП(б)У протягом найближчого часу надавати ДХЦ всебічну підтримку, включаючи і матеріальну, з метою використання її для боротьби з тихонівщиною та липківщиною і спрямування загальної церковної політики у вигідному для більшовиків напрямі.

#### Контрзаходи митрополита

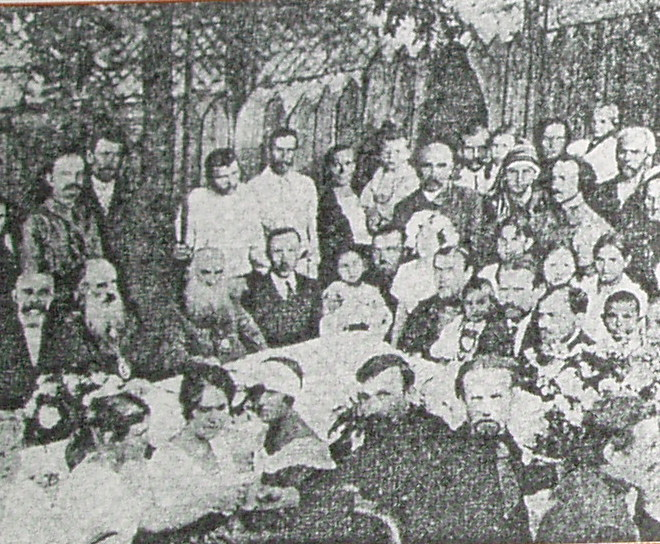
Митрополит Василь (Липківський) на храмовому святі парафії Св. Єлизавети у Києві

Митрополит Василь (Липківський) чітко усвідомлював, яку небезпеку несе акція ДХЦ. У відповідь на інспірований владою з'їзд, митрополит звернувся до віруючих з посланням, в якому повідомляв:
«З біллю серця і сльозами жалю сповіщаю вас, що з серед нас вийшли люті вороги нашої Церкви, що з'єднались в так зване Братство „Діяльна Христова Церква“. І ні перед чим не зупиняються, щоб розвалити, розкласти нашу УАПЦеркву і всіма неправдами та наклепами плямувати теж і інших працівників її.
Зібравшись на своє зібрання 21 цього жовтня, ця купка діяльників … вирішила звернутися до державної влади, щоб нею відібрано було від ВПЦР всі функції керування УАПЦ і передано було Раді їхнього братства.
На зухвалий … заклик ворогів нашої Церкви „діяльників“ підлягти їхньому керуванню дайте відповідь лише ще більшим поміж собою і ВПЦРадою єднанням, щоб не було розділення в молодому тілі нашої Церкви, а щоб всі члени її однаково один до одного дбали».
Згодом, за дуже короткий час, власними проповідями митрополит Василь (Липківський) нейтралізував дії розкольників: потреба влади у ДХЦ спочатку значно ослабла, а потім і зовсім відпала. Сама організація припинила незалежне існування, оскільки контрольовані нею парафії влилися до складу УАПЦ.

### Репресії та початок гонінь
Зазнавши невдачі у справі розколу УАПЦ, радянська влада, з благословення першого секретаря ЦК КП(б)У Лазаря Кагановича, наприкінці осені 1925 року розпочала репресії проти керівництва церкви.
Митрополит Василь (Липківський) фактично опинився під домашнім арештом: йому було заборонено виїжджати за межі Києва. Згодом чекісти двічі арештовували митрополита, і після другого арешту за обвинуваченням в антирадянській діяльності він три місяці провів у в'язниці ДПУ у Харкові. А коли після звільнення Липківський повернувся до Києва, кияни влаштували йому, за висловом Сергія Єфремова, справжню царську зустріч: ходили чутки, що для тієї зустрічі були розкуплені всі квіти на базарах і в крамницях міста.
З початком 1926 року були безпідставно заарештовані і протримані у в'язниці півтора місяці єпископи Костянтин (Малюшкевич), Юрій (Жевченко), Іван (Павловський). У квітні 1926 року у заслання до Узбекистану був відправлений архієпископ Олександер (Ярещенко). У червні того ж року заарештували Голову ВПЦР Василя Потієнка. Майже три місяці пробув під арештом митрополит Василь (Липківський), якому, зокрема, інкримінувалося співчуття Олександру (Ярещенку), Василеві Потієнку, використання церковної кафедри для антирадянських виступів. Спеціально створеною комісією почалась перевірка духовенства УАПЦ.
Митрополит Василь свідчив на Другому Всеукраїнському Правосл. Соборі 19 жовтня 1927 року: "…мене персонально підозрівають в к[онтр]-революції. Але недовір'я Держ[авної] влади до мене виливається в недовір'я до всієї УАПЦ. Підозріння Влади в контр-революційних настроях моїх дає привід Владі казати: «який керівник, така і вся УАПЦерква».
Окрім того, тривала посилена конфіскація церковного майна: починаючи з осені 1925 року влада відібрала низку храмів української церкви.
Сам Василь (Липківський) називав чотири причини гонінь на Церкву:
«Влада скоро спостерегла, що Українська Автокефальна Православна Церква виростає в міцну і для влади небезпечну гору, вона проголосила себе „автокефальною“, незалежною від московського церковного руху, а незалежність церковна криє в собі думку і про незалежність державну; вона дуже захоплює народ, а це для протицерковної влади найгірше неприємно; вона нарешті є національна, виховує народ в національній свідомості, а рад. Влада проти всякої національної свідомості, особливо української».

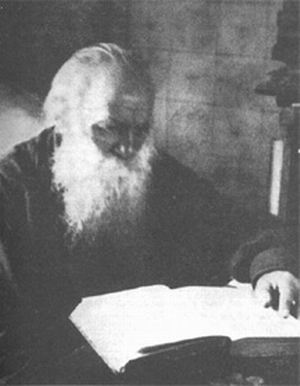
Митрополит Василь (Липківський) за читанням Біблії

Зрештою, зусилля ДПУ не минули марно. Після деякої підготовчої роботи 25-30 жовтня 1926 року пройшли Великі Покровські збори ВПЦР УАПЦ, що прийняли резолюцію, якої від них давно чекало чимало чиновників у партійно-державному апараті. Резолюцією були засуджені «нелояльні», «нетактовні», «антирадянського змісту» вчинки Президії ВПЦР, Голови Президії ВПЦР Василя Потієнка, заступника Голови архієпископа Харківського Олександра (Ярещенка), митрополита Василя (Липківського). Збори, на вимогу радянської влади, прийняли рішення про чистоту персонального складу священнослужителів УАПЦ, а також обрали новий склад Президії ВПЦР, що дало змогу зняти напруження у стосунках з органами влади та нарешті зареєструвати Статут. У січні 1927 року уряд дозволив видавати щомісячник «Церква і життя».
Формально ці рішення мали зменшити тиск влади на українське духовенство, проте цього не сталося. Насправді митрополита Василя (Липківського) і надалі утискали. Йому не дозволяли відвідувати церковні округи, парафії, вести нормальне спілкування з вірянами. Ускладнилися, очевидно, не без допомоги відповідних органів влади, стосунки митрополита з ВПЦР. Нормою стали часті бесіди з працівниками ДПУ.

### Другий Всеукраїнський церковний собор
Попри систематичний тиск органів влади, митрополит Василь (Липківський) до останнього намагався порозумітися із радянською системою та усупереч офіційній пропаганді доводив, що жодних протиправних чи антидержавних дій ані він, ані українська церква не чинять.
Зокрема, у своєму листі до Уряду УРСР від 15 серпня 1927 року, митрополит стверджував:
«…Смію запевнити не лише за себе, але і за Українську Церкву, що вона ніколн не стане на шлях будь-якої політики чи бунтарства, як і досі ніякої політики вести не бажала, свідомо від усякої політики відійшла, свідомо обмежила себе лише релігійно-моральним вихованням свого рідного народу й лише цьому бажає від держави сприятливих умов для вільного життя і розцвіту.
Запевняю за себе і за Українську Церкву, що ніякого шовінізму чи націоналізму, себто ворожості до інших народів чи насильства над ними вона в собі не має і в народі не виховує, а згідно заповітів Христа метою своєю має братерство всіх народів, не штучне звеличення своєї нації, а піднесення її до рівності й співробітництва з націями всього світу на духовну користь всього людства».
«Я був і є сином свого народу і завжди мріяв про визволення Української Церкви та народу від чужого духовного керівництва і децентралізації…я викликав у народі багато революційних настроїв щодо колишнього церковного самодержавного ладу»
Та на той час запевнення митрополита вже не мали жодного значення.
На початку жовтня 1927 року було скликано Другий Всеукраїнський церковний собор, на який Липківський прибув прямо з камери Харківської в'язниці. Собор проходив під контролем чекістів, що висунули делегатам ультиматум: або вони обирають іншого митрополита, або Собор буде розігнаний, а Василь (Липківський) — засланий до Наримського краю. Коли ж один з делегатів насмілився протестувати, його заарештували прямо в храмі. У відповідь митрополит Василь (Липківський) звернувся до делегатів Собору зі словами:
«Чого злякались? Чого перестрашились? Чи не знали раніше, куди й для чого йдете? Не бійтесь, хто служить Богові й любить свого брата! Не бійтесь, хто щиро хоче спасти свою душу! Не бійтесь і відганяйте сумнів! Коли наша справа правдива й угодна Богові, ніхто нас не переможе!»
Але зрештою, після нетривалої дискусії, під тиском зрадницької частини єпископату УАПЦ, було ухвалено рішення звільнити Василя (Липківського) від «тягаря митрополичого служіння».
Внутрішні (здавалося б) певні непорозуміння, зокрема у особистісних відносинах, конфліктні ситуації, поява «опозиції», зневіра частини духовенства у можливості подальшого пастирського служіння не були суто власними, внутрішніми проблемами УАПЦ. Вони привносилися, підживлювалися, роздмухувалися ззовні — силами ГПУ.

## Останні роки життя
Після 1927 року Василь (Липківський) прожив ще 10 років — усіма забутий, у злиднях, під постійним наглядом, із періодичними арештами.
Рішення Другого Всеукраїнського церковного собору стали справжнім ударом для отця Василя (Липківського). Згодом у своїх мемуарах Липківський писав:
«Як вийшов я з ВПЦР в день мого звільнення, то вже більше й не ходив туди і абсолютно ніяких зв'язків з керівними органами не мав. Хоч я іще два роки жив коло святої Софії в 10 сажнях від ВПЦР, жоден з єпископів, жоден з членів ВПЦР, крім Чехівського, майже ніхто з священників не заходив до мене: всі як чуми цуралися. Був кілька разів лише митрополит Борецький, але ухилявся від розмов на церковні теми, а я не питав».
До жовтня 1929 року колишній митрополит мешкав на подвір'ї Софійського собору, а після того, як влада закрила собор, змушений був перебратися до сестри, що мешкала на Солом'янці — поруч зі Свято-Покровською церквою. Родина Липківських весь час бідувала, жила впроголодь. Від голодної смерті Липківських врятували грошові перекази, які впродовж чотирьох років надсилав отцю Василю (Липківському) священник Української церкви в Канаді Петро Маєвський.

### Розгром УАПЦ
У 1929–1930 рр. органи ДПУ сфабрикували справу «Спілки визволення України», де у тому числі проводилась думка про те, що УАПЦ є «однією з ланок антирадянського підпілля, пов'язаного з буржуазно-націоналістичними емігрантськими колами», які ставлять за мету повалення радянської влади в Україні.
Процес нищення української церкви було завершено у 1930 році: 29-30 січня нашвидкуруч зібрані єпископи та близько 40 священників оголосили себе надзвичайним собором, де, під тиском влади, прийняли ухвалу про розпуск автокефальної церкви. Ліквідація органів церковного управління, припинення єпископського служіння в УАПЦ зумовили досить швидкий занепад парафій. Терор ДПУ проти духовенства на місцях довершив задуману справу: десятки священників і тисячі вірних загинули у в'язницях НКВС і концтаборах, а наступник Липківського, митрополит Микола (Борецький), збожеволів від тортур. Сталінське оточення в Україні розгромом УАПЦ, як і процесом над «СВУ», завдало непоправного удару справі національного відродження на Наддніпрянщині.

### Загибель
Не міг оминути процес остаточного знищення УАПЦ і колишнього її митрополита — отця Василя (Липківського).
У 1934 році комуністи закрили Покровську церкву, а самого Василя (Липківського) виселили за місто — у хатку в Олександрівській слобідці. Там отець Василь, попри складні життєві обставини, продовжував працювати — писав «Історію Української церкви» та проповіді, листувався з українськими церковними діячами за кордоном, робив українські переклади богослужбової літератури, удосконалював церковний статут.
У вересні 1937 року Василь (Липківський) отримав від отця Петра (Маєвського) запрошення очолити Українську церкву в Канаді і дав на це свою згоду. Але вже 22 жовтня 1937 року 73-літнього отця Василя (Липківського) вчергове заарештували. Наприкінці жовтня йому було пред'явлене стандартне на той час обвинувачення: був керівником антирадянської організації українських церковників, яка ставила за мету відторгнення України від СРСР. Вироком особливої трійки при Київському управлінні НКВС від 20 листопада 1937 року отця Василя було засуджено до розстрілу на підставі обвинувачень в «антирадянській агітації у великих масштабах». Незабаром, 27 листопада 1937 року вирок було виконано. Точне місце поховання невідоме (на Лук'янівському цвинтарі в Києві встановлено символічний пам'ятний хрест).
Не оминули репресії і найближчих родичів Липківського: старша дочка отця Василя та двоє його синів також були заарештовані й відправлені у заслання до Сибіру.

## Родина
Син, Іван Липківський (1892—1937) — український художник, представник школи «бойчукістів», розстріляний.
Син, Лесь Липківський (1903—1985) — український театральний діяч.

## Спадщина

### Літературний доробок митрополита
Окрім релігійної діяльності, митрополит Василь (Липківський) також плідно займався діяльністю літературною. Він є автором численних публіцистичних статей, проповідей, історичних розвідок, перекладів богослужбової та релігійної літератури, підручників, що дійшли до наших днів. Збереглася і епістолярна спадщина видатного діяча.
Літературну творчість митрополита можна умовно поділити на три періоди за часом. До першого періоду можна віднести доробок отця Василя у його молоді роки, коли він, бувши священником, окрім духовної роботи, активно займався публіцистикою та був постійним дописувачем київських журналів «Киевские епархиальные ведомости» та «Киевская старина».
Другий період творчості Василя (Липківського) охоплює роки Визвольних змагань, активної боротьби за українську автокефалію та час, коли митрополит Василь стояв на чолі УАПЦ. У цей період архієрей активно займається перекладом на українську мову богослужбової літератури, а також богословських та літургійних текстів. Зокрема митрополит перекладає українською мовою Літургію Іоанна Златоуста, Молитовник, Часословець.
Третій період творчості священнослужителя торкається останніх 10 років його життя, які виявилися найтрагічнішими, але у той самий час і найпліднішими з точки зору літературної роботи. Саме у ці роки отець Василь (Липківський) писав свою «Історію Української церкви», уклав двотомник «Наука самоосвіти українського духівництва», написав підручники «На Старий і Новий Заповіт», «32 розмови з історії Всесвітньої Церкви», уклав кілька збірок власних проповідей, зокрема збірку «Проповіді на неділі й свята: Слово Христове до Українського народу», що містить 194 проповіді. Також у цей час отець Василь вів активне листування з українськими церковними діячами за кордоном, продовжував роботу з перекладу релігійної літератури.
Рукописи та праці отця Василя (Липківського) зберегла його сестра, а основний твір митрополита — «Історію Української Православної Церкви» — професор Микола Андрусяк у 1942 році переправив до Львова, до митрополита Андрея Шептицького, що згодом зміг передати їх на Захід.
Більшу частину доробку Василя (Липківського) було видано друком після війни, зусиллями української діаспори на Заході. Звідти ж, вже після проголошення незалежності у 1991 році, твори митрополита повернулися і в Україну та нині вивчаються у духовних навчальних закладах Української православної церкви Київського Патріархату та УАПЦ.
|  |  |                                                |  |  |  |
|  |  | Окремі книги митрополита Василя (Липківського) |  |  |  |

### Вшанування пам'яті
|                                                    |  |  |
| Ювілейна монета НБУ присвячена Василю Липківському |  |  |

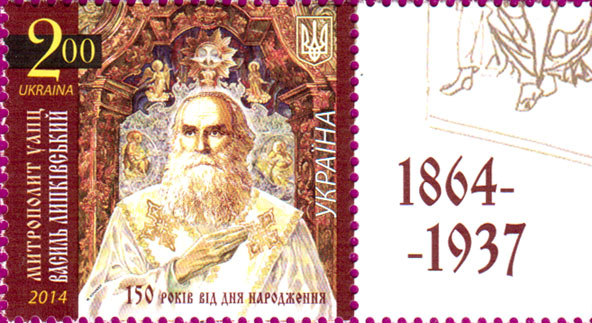
Марка Укрпошти, 2014

За радянських часів ім'я митрополита Василя (Липківського), так само як і імена тисяч інших жертв радянського режиму в Україні було піддано забуттю. Однак, пам'ять про життя та діяння митрополита зберігала українська діаспора США та Канади. На кошти та добровільні пожертви українців Америки у жовтні 1983 року у містечку Саут-Баунд-Брук (США), на території українського православного центру Святого Андрія Первозваного, митрополитові Василю (Липківському) було встановлено величний пам'ятник. Автором монументу є скульптор Петро Капшученко. Автор ідеї та найактивніший учасник створення цього пам'ятника — Петро Матула.
З проголошенням 1991 року незалежності, ім'я митрополита поступово відроджується і в Україні. 2000 року в Тернополі, в стіні церкви Різдва Христового, за ініціативи митрополита Мефодія, коштом релігійної громади УАПЦ встановлено перший і поки що єдиний в Україні пам'ятник Митрополитові. На постаменті пам'ятника зроблено напис:
«Митрополит Василь Липківський. До 2000-ліття Різдва Христового ісповідникам і новомученикам УАПЦ»
У Києві пам'ятника митрополиту досі немає, проте ще на початку 1990-х років було встановлено пам'ятний хрест на Лук'янівському цвинтарі, а також меморіальну дошку на честь митрополита Василя (Липківського) на Свято-Покровському храмі, де він був настоятелем. Текст дошки повідомляє:
«У цій церкві Св. Покрови на Солом'янці в 1905—1919 рр. був настоятелем обранець Першого Всеукраїнського Собору УАПЦ 1921 р. митрополит Василь Липківський»
26 квітня 2007 року Київська міська рада на пленарному засіданні ухвалила перейменувати вулицю Урицького неподалік Солом'янської Покровської церкви на вулицю Митрополита Василя Липківського. Рішення Київради було підписане Київським міським головою у квітні 2011 року і офіційно оприлюднене у газеті «Хрещатик» 18 січня 2012 року.
Також у 2007 році в Україні широко відзначили 70-річчя з часу загибелі священнослужителя. У рамках відзначення, у Києві та інших містах України відбулися численні наукові конференції та презентації, присвячені Василю (Липківському).
У 2007–2008 рр. постать митрополита Василя (Липківського) включили для участі в проєкті «Великі Українці» на телеканалі «Інтер». Окрім того, заплановано запис та випуск аудіодиску проповідей отця Василя.
13 травня 2013 року у Верховній Раді України зареєстрований проєкт Постанови про відзначення 150-річчя з дня народження отця — митрополита УАПЦ Василя Липківського:. Але 20 листопада 2013 року у відповідь на провал голосування за постанову про відзначення 230-річчя заснування Севастополя Партія регіонів відмовилась підтримати постанову про відзначення річниць князів Острозьких, короля Данила та Василя Липківського.
15 липня 2014 року на черговій сесії міської ради міста Липовець депутати одноголосно ухвалили перейменувати центральну вулицю міста — вулицю Леніна. Частина вулиці отримала назву на честь Василя Липківського, інша частина — на честь Героїв Майдану.
27 листопада 2014 року Національним банком України було введено в обіг монету присвячену 150-річчю від дня народження Василя Липківського.
18 січня 2019 року у Черкасах було встановлено Пам'ятник митрополитові. На урочистостях з нагоди освячення пам'ятника був присутній президент Петро Порошенко, митр. Епіфаній та митр. Іоан (Яременко). В кінці з'явився також митр МП Софроній.
Вулиця Василя Липківського у місті Львів, Суми, Черкаси.

15 вересня 2024 року у місті Київ встановили пам'ятник Василю Липківському.

Хрест на символічній могилі Василя (Липківського) на Лук'янівському цвинтарі
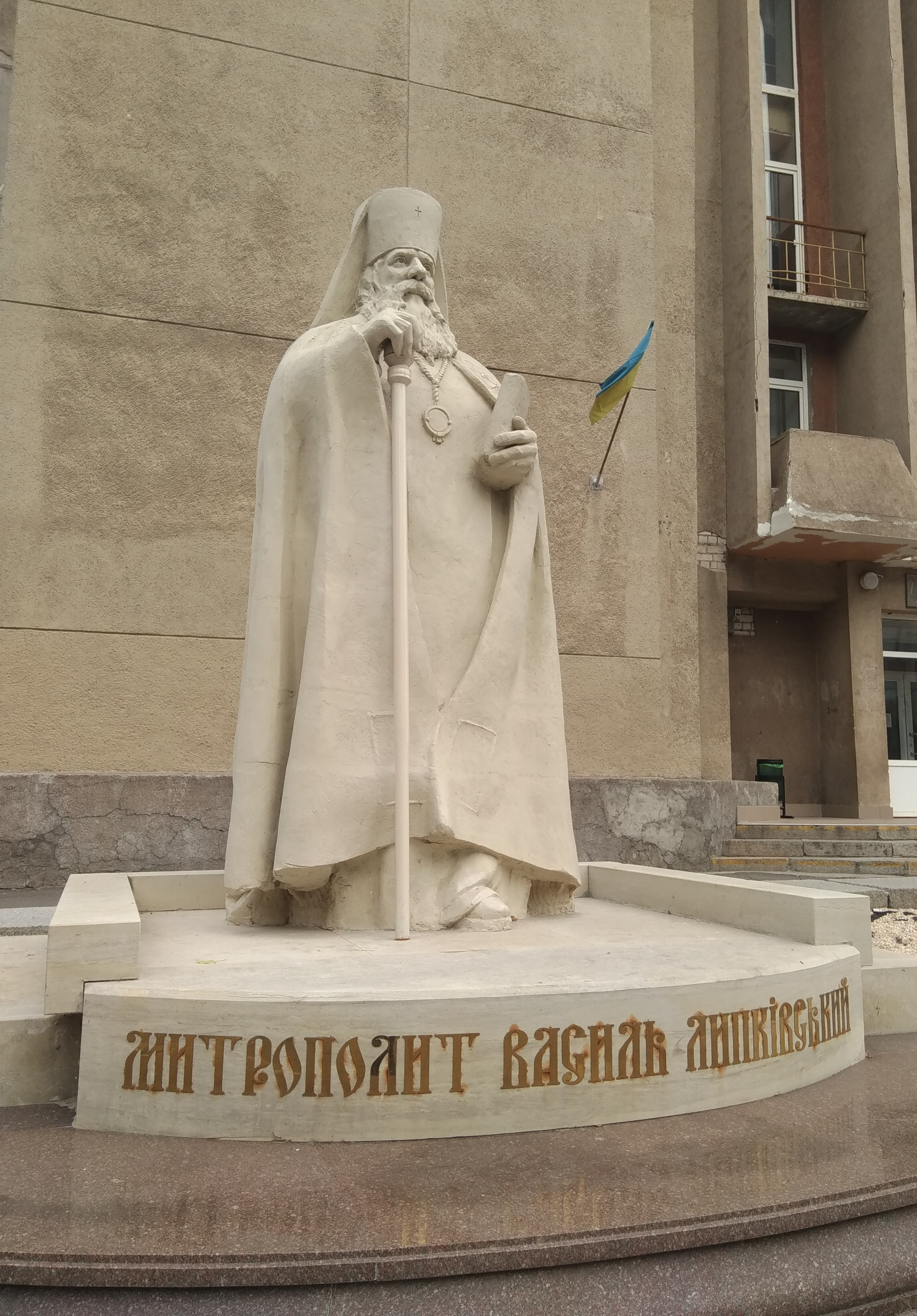
Пам'ятник митрополитові Василю Липківському в місті Черкаси
Пам'ятний знак на стіні Церкви Різдва Христового у місті Тернопіль
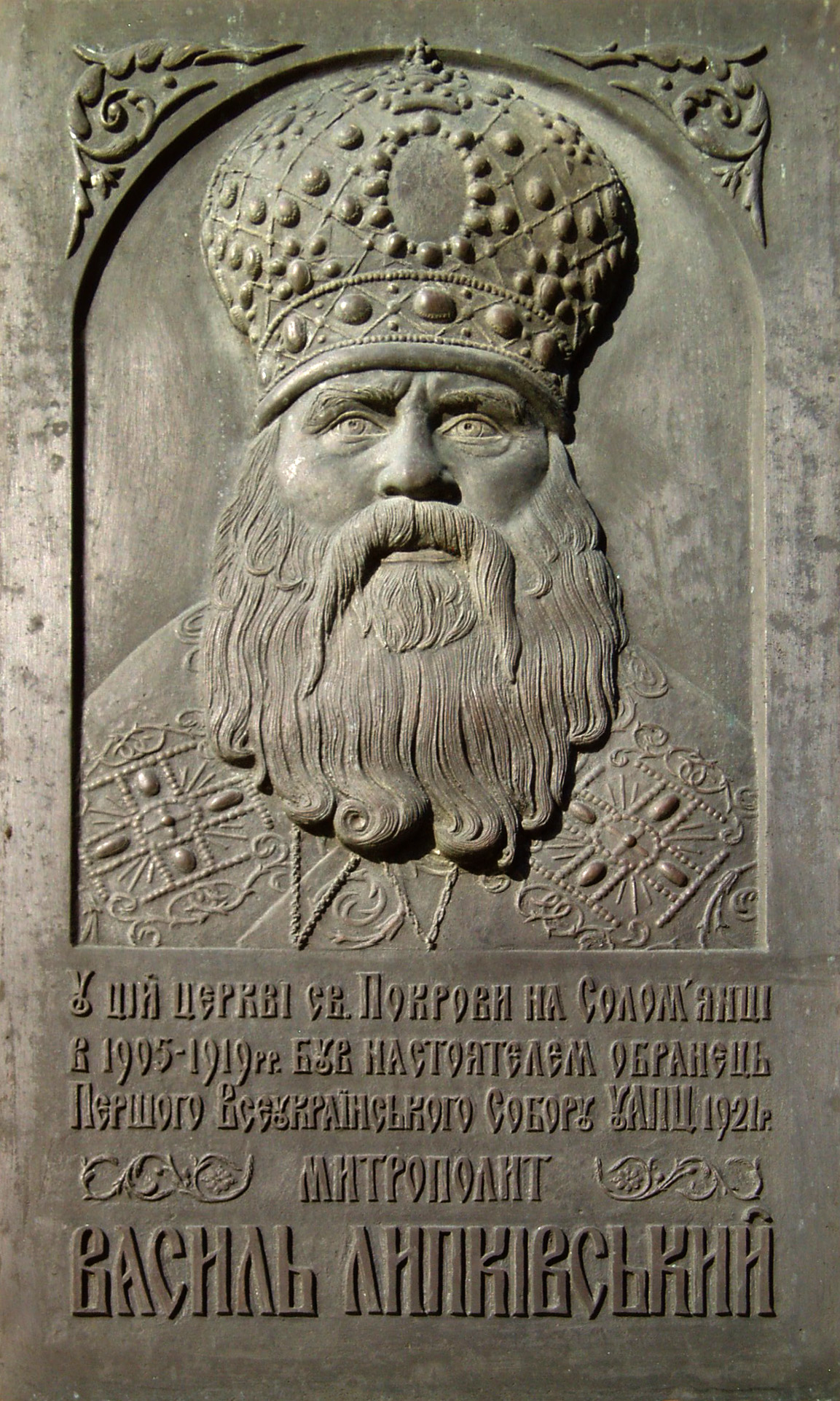
Меморіальна дошка на Покровській церкві у Києві
Пам'ятник Василю Липківському у Києві на місці будинку, де у 1934-1937 жив Митрополит
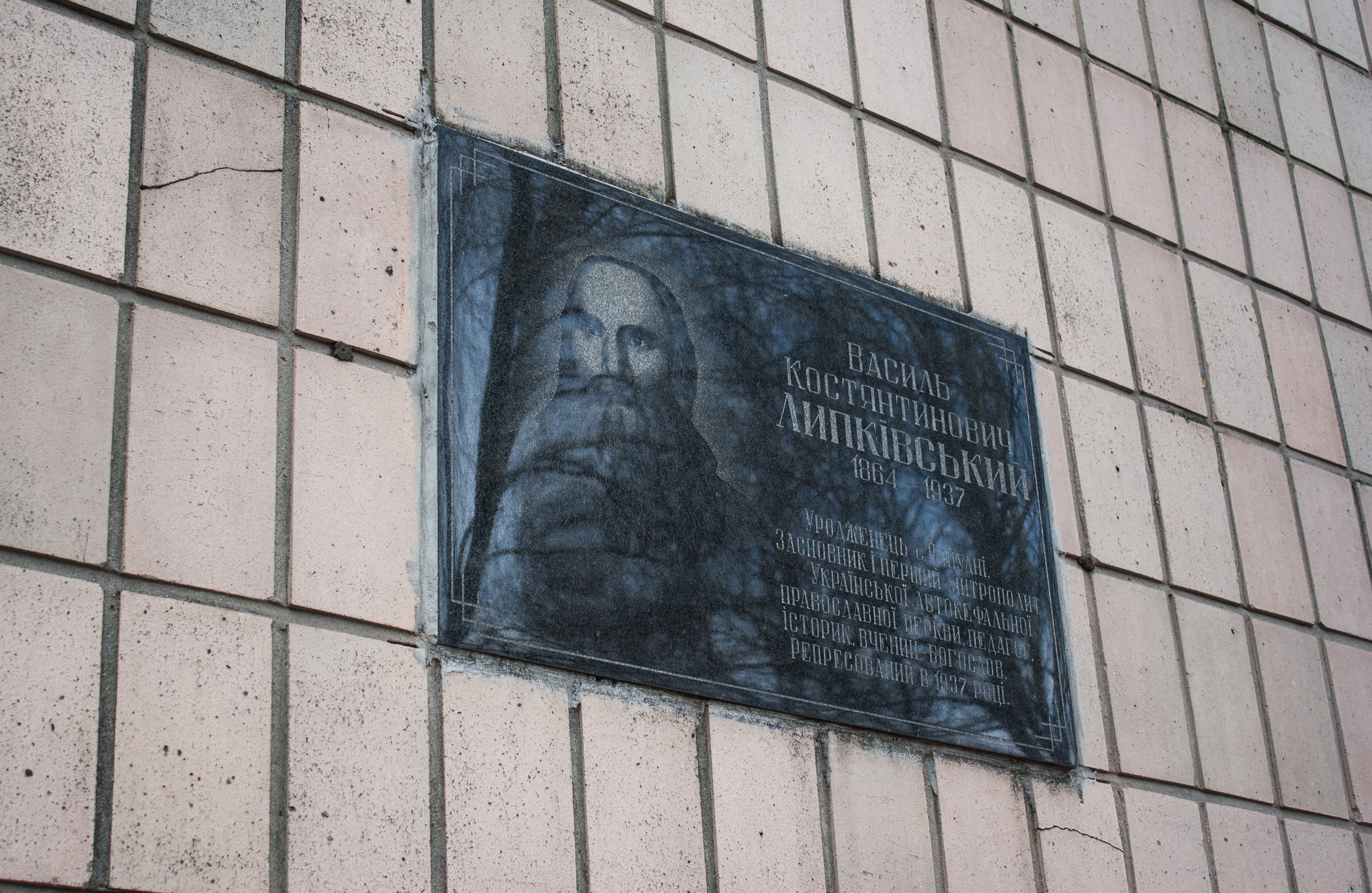
Меморіальна дошка в селі Попудня

### Питання канонізації

Ікона «Святі українські Новомученики за віру і рідну Церкву»

Достатньо дискусійним на сьогодні лишається і питання канонізації митрополита Василя (Липківського). Головним чином проблема поглиблюється через тривалий розкол в українському православ'ї та, відповідно, різним трактуванням його гілками постаті митрополита.
Українська Автокефальна Православна Церква: шанує митрополита Василя (Липківського) як святого. 27 листопада 1997 року, у 60-у річницю страти митрополита, рішенням ІІІ помісного Собору УАПЦ день 27 листопада було оголошено Днем пам'яті святих новомучеників землі Української — мучеників і сповідників Христової віри, загиблих в Україні від безбожницької влади протягом 1917—1991 рр. Відтак, духівництво УАПЦ долучило митрополита Василя (Липківського) та його соратників до лику святих, а парафіяни цієї гілки українського православ'я щороку вшановують пам'ять видатного українського релігійного діяча. Крім того, у Києві на першому поверсі дзвіниці церкви Миколи Набережного було освячено храм Святих новомучеників українських, а художником Костем Марковичем було створено ікону «Святі українські Новомученики за віру і рідну Церкву».
Українська православна церква Київського Патріархату: офіційно не вважає митрополита Василя (Липківського) святим, проте духівництво УПЦ КП активно бере участь у вивченні життєвого шляху, творів та духовної спадщини митрополита, береже та поширює пам'ять про нього, вшановує релігійного діяча молебнями. Зокрема УПЦ КП було встановлено пам'ятну дошку митрополиту на Покровській церкві, де Василь (Липківський) був настоятелем. Також духівництво УПЦ КП взяло активну участь у науковій конференції «Служіння і спадщина Митрополита Василя Липківського», що проводилась 17 листопада 2007 року у рамках відзначення 70-ї річниці з часу загибелі архієрея. А в одному зі своїх тодішніх інтерв'ю, прес-секретар Київського Патріархату, отець Євстратій (Зоря) повідомив:
«Церква (УПЦ КП) молиться за упокій душі Василя (Липківського) та за синів і дочок України, загиблих в часи більшовицького окупаційного режиму».
Українська православна церква Московського Патріархату: не визнає постаті митрополита Василя (Липківського), вважаючи його церковним розкольником та самосвятом.

## Оцінка діяльності
На сьогоднішній день постать та життєвий шлях митрополита Липківського є достатньо вивченими та опрацьованими українськими істориками, журналістами та богословами. Існує чимало спеціалізованої літератури та наукових розвідок, присвячених митрополиту Василю.
Одним із перших ґрунтовних досліджень життя і діяльності митрополита у незалежній Україні стала опублікована у 1993 році в Українському Історичному Журналі спільна стаття полтавського історика В. Пащенка та київського історика М. Рибачука під назвою «Першоієрарх нової української церкви митрополит Василь Липківський».
У 1997 році український історик Арсен Зінченко підготував монографію «Визволитися вірою: Життя і діяння митрополита Василя Липківського» та захистив докторську дисертацію «Життя і діяння митрополита Василя Липківського» (Інститут історії України НАН України, 1998).
Іще одним значним дослідженням життя митрополита УАПЦ стала випущена у 2003 році книга «Тіні незабутих предків», написана онуком митрополита — Костянтином Липківським. Чимало літератури було опубліковано і у 2007 році — до 70-ліття загибелі відомого українського діяча.
Високу оцінку своєї діяльності митрополит Василь (Липківський) отримав від співвітчизників ще за життя: зокрема академік Агатангел Кримський називав Липківського «апостолом українського релігійно-національного відродження». Так само високо оцінює діяльність митрополита і сучасна українська історична наука.
У той самий час лишаються розбіжності у загальній оцінці постаті Василя (Липківського) у середовищі православної Церкви: якщо духівництво УПЦ КП та УАПЦ оцінює діяльність митрополита позитивно, то з боку РПЦ, а за нею і УПЦ МП, подібна оцінка є послідовно негативною. Російська Православна Церква ще у 1921 році назвала акт проголошення автокефалії УАПЦ «від початку до кінця націоналістичною вигадкою».
Митрополит Іларіон (Огієнко) так характеризував новоутворену УАПЦ Липківського та її «канони»: «Недоля хотіла, щоб на чолі церковного руху став у Києві протоєрей Василь Липківський, церковний революціонер чистої води, особа, яка до глибини душі ненавиділа єпископат і постановила вбити старе „Православіє“ /…/ І закрутилась церковна революція. І вдове духовенство поженилося, появився жонатий єпископат, єпископів „висвятив“ народ… На чолі Церкви стала світська „Церковна Рада“, як зверхній орган її… Митрополиту й єпископам відняли віковічні титули, зазначили їхні обов'язки (Канони УАПЦ § 37): дбати за чистотою церкви й церковного посуду… Священні канони Вселенських Соборів поламали, створили свої нові… Товаришу голові Церковної Ради наказали („Ухвали“, VII): „Скликати в м. Києві на 22 травня 1922 р. підготовчу нараду з представників Автокефальних Православних Церков Всесвіту“ для скликання Вселенського Собору, і подиктувати свої канони. Взагалі — „догнати й перегнати“ застарілу буржуазну Вселенську Церкву…
Церкву цю назвали „соборноправною“, розуміючи під цим не історичне керування Церквою її Соборами, а світське радо-правство. І утворили „канони 1921 року“, — гарячий сором для України на віки вічні! Ознакою Української Церкви видвигнули тільки, українську мову в Богослуженні, а многовікову ідеологію Православної Церкви відкинули й потоптали /…/ Церква 1921 р. заявила, що Вірою вона ніби стара (Канони, § 1), але Канонами нова, — вона відкинула важливі Св. Канони семи Вселенських Соборів (§ 2). Це була глибока помилка!»